# ウエストコーストエクスプレス
ウエストコーストエクスプレス（英：West Coast Express、略称：WCE）はカナダのブリティッシュコロンビア州、バンクーバー市のダウンタウンにあるウォーターフロント駅とミッションシティ駅間を結ぶ列車およびバス路線に与えられた名称で、トランスリンクのもとでそれらを運営する組織の名称でもある。

## 歴史
メトロバンクーバーでの自動車通勤の削減を目標とし、1970年代から貨物線での定期旅客輸送に向けて鉄道施設の大幅な改良が検討されていた。1994年に整備が完了し、翌1995年から運行を開始した。当初は鉄道のみであったが1999年1月からグレイハウンド・カナダの子会社、グレイラインと提携し、トレインバスの名で列車を補完するバスの運行も開始した。

## 運用・設備
列車はウォーターフロント駅からバンクーバー半島の北岸に沿ってムーディー・センター駅、コキットラム・セントラル駅、ピットメドウズ駅などに停車しながらミッションシティ駅までの8駅、約68kmを75分で結ぶ。運行本数は日本の都市部の通勤列車と比べて非常に少なく、平日の朝夕の通勤ラッシュ時のみに限られている（クリスマスなどを除いて日中や土日祝日には運転されない）。運行の方向は時間帯によって一方向に固定されており、朝はミッションシティ発ウォーターフロント行きの西行き列車5本と、それを後続で補完するトレインバス1本、夕方は東行き列車5本とトレインバス1本のみである。片道の最長区間で12.25カナダドルという運賃は周辺の他の公共交通機関と比較して高く、座席が全車自由席であるなどの不便さはあるが、列車内ではファストフードや飲み物の販売、テーブルとコンセントのある座席を提供しており沿線住民の利用率は高い。線路や車両鉄道設備はカナダ太平洋鉄道から貸与を受け、トレインバスはグレイラインが所有する機材で運営している。列車はゼネラルモーターズ製F59PHI型ディーゼル機関車とボンバルディア製の144人乗りの2階建て客車が採用され、トレインバスは50人弱が乗車できるハイウェイコーチで運行されている。バスは時代によって提携先が異なり、コーストマウンテンバスがオリオン製の車両で運行したこともある。今後は予備の機関車の購入や、アルビオン駅、ノースバーナビー駅などの新駅の設置、パークアンドライドが可能な駅の追加といった設備の増強も検討されている。

## 駅
| 駅                                           | 開通年 | 接続路線、施設                   | 自治体                                  |
| -------------------------------------------- | ------ | -------------------------------- | --------------------------------------- |
| ウォーターフロント駅(Waterfront)             | 1995年 | ■エキスポライン、■カナダ・ライン | バンクーバー                            |
| ムーディー・センター駅(Moody Centre)         | 1995年 | ■ミレニアム・ライン              | ポートムーディ                          |
| コキットラム・セントラル駅(Coquitlam Centra) | 1995年 | ■ミレニアム・ライン              | コキットラム                            |
| ポート・コキットラム駅(Port Coquitlam)       | 1995年 |                                  | ポートコキットラム                      |
| ピット・メドウズ駅(Pitt Meadows)             | 1995年 |                                  | ピットメドウズ                          |
| メープル・メドウズ駅 (Maple Meadows)         | 1995年 |                                  | メイプルリッジ                          |
| ポートヘイニー(Port Haney)                   | 1995年 |                                  | メイプルリッジ                          |
| ミッションシティ駅(Mission City)             | 1995年 |                                  | ミッション (ブリティッシュコロンビア州) |

## ギャラリー

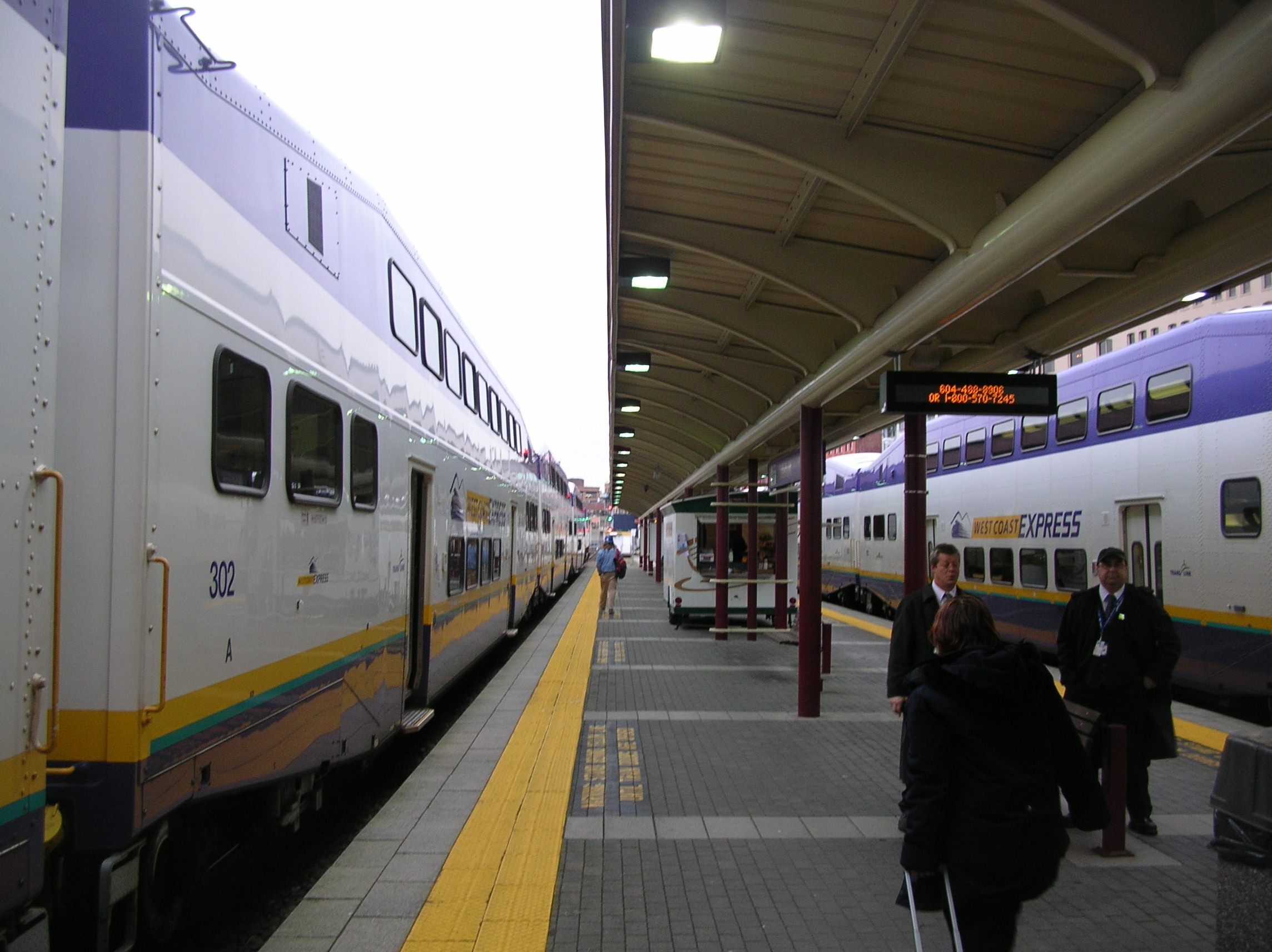
ウォーターフロント駅に停車する車両
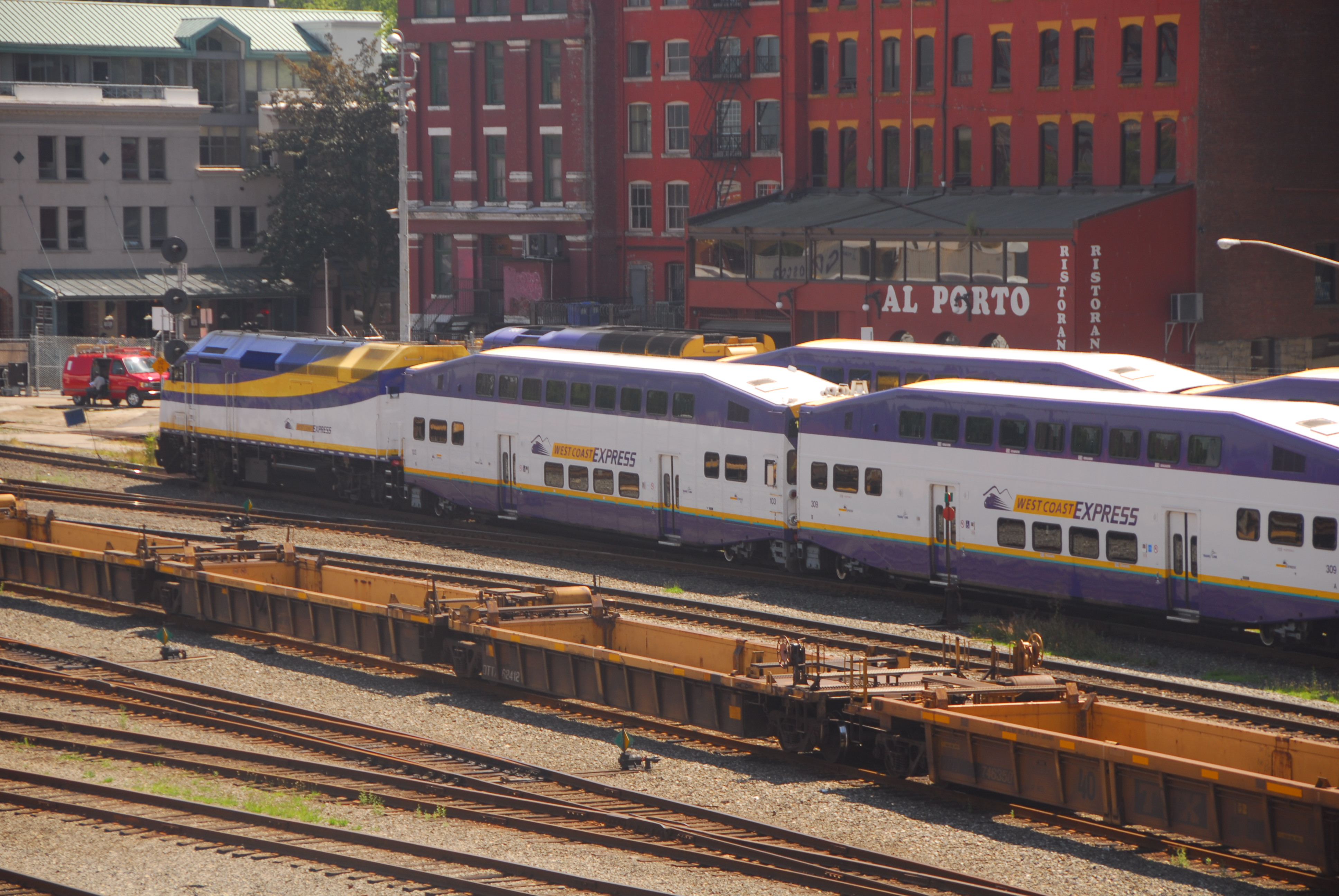
2階建てボンバルディア製車両
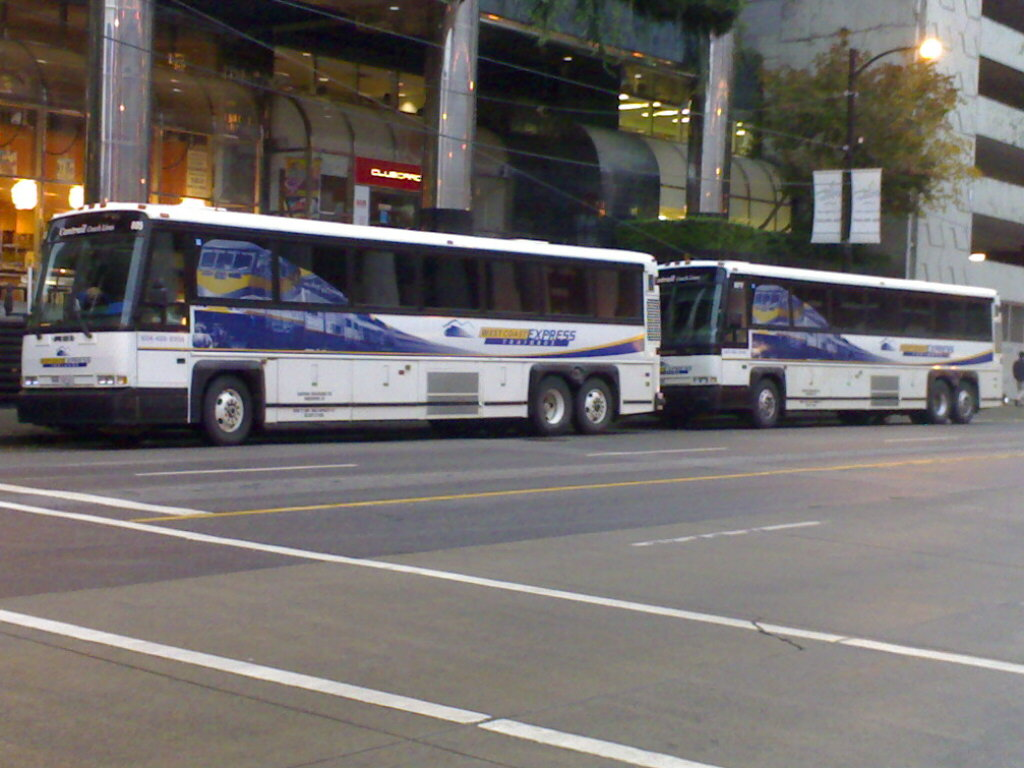
トレインバス
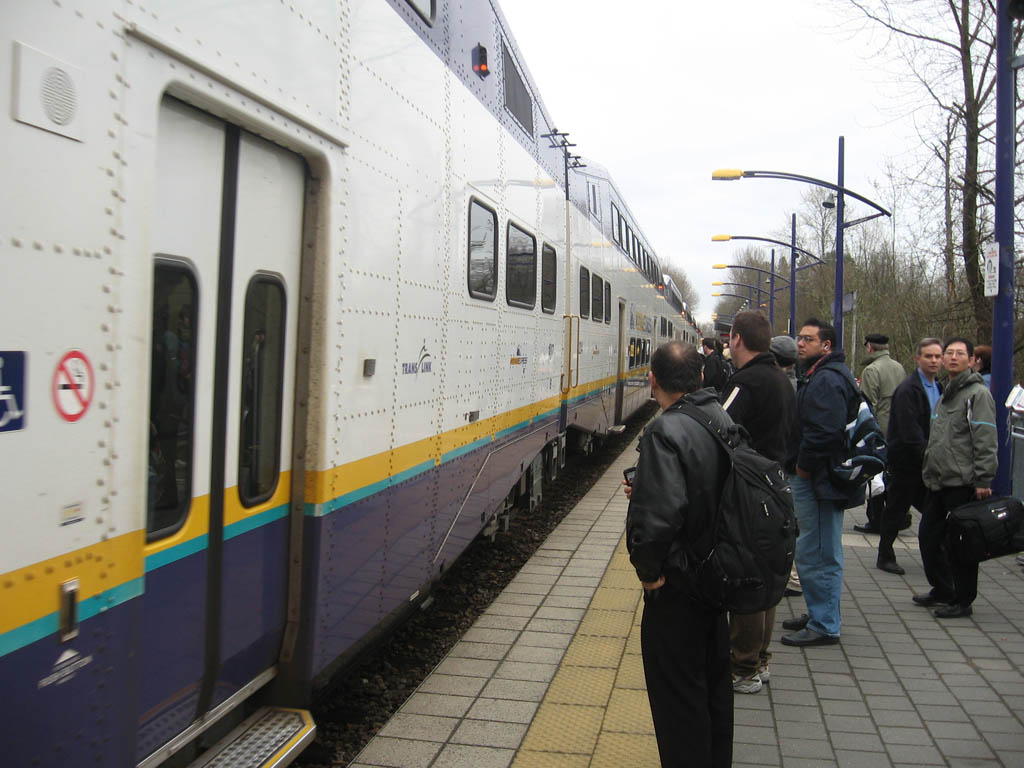
コキットラム駅に停車する車両
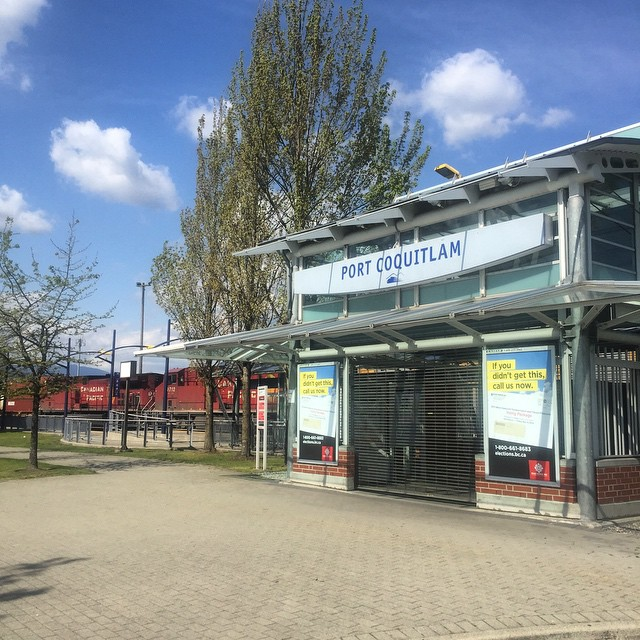
ポート・コキットラム駅
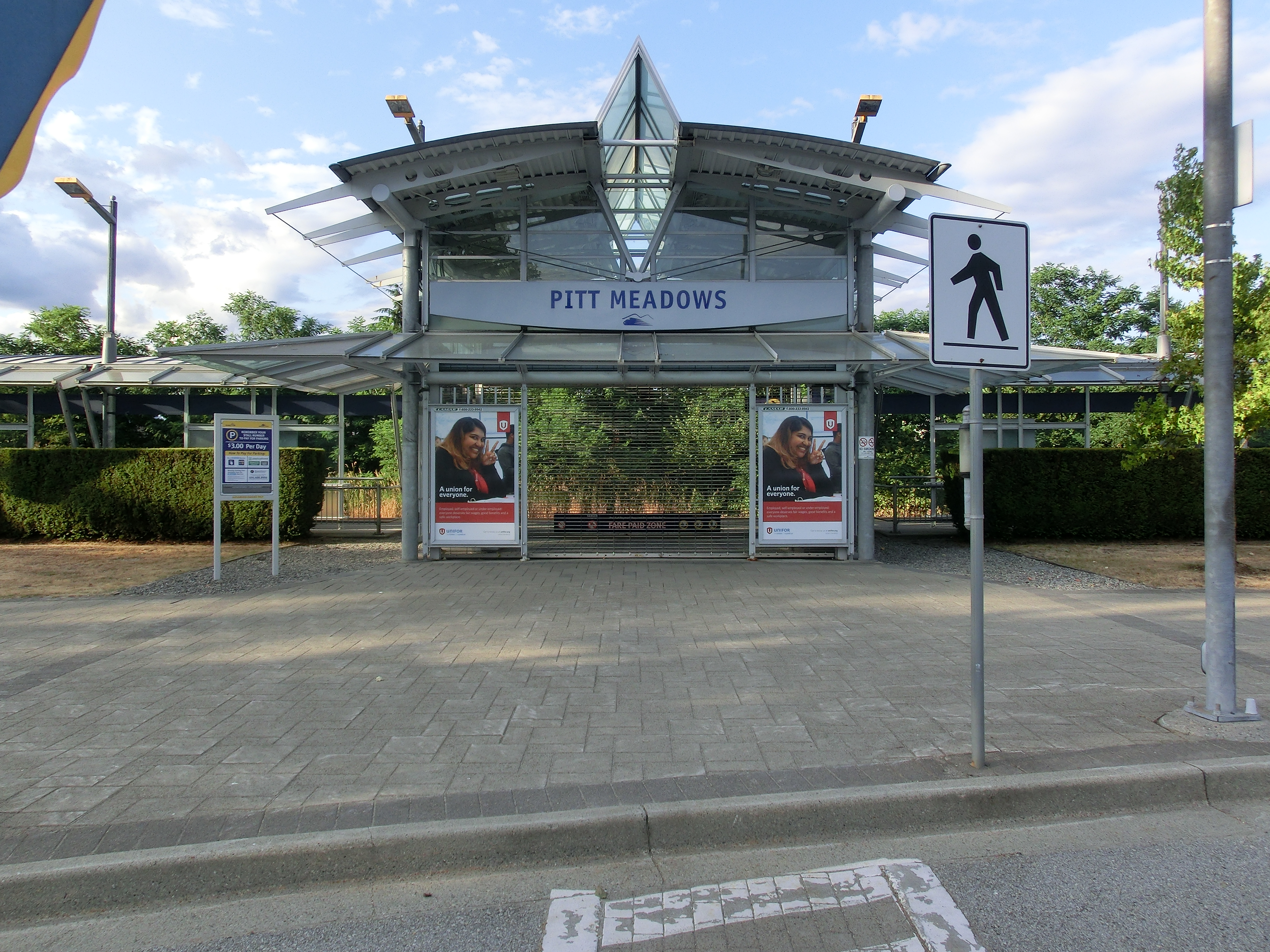
ピット・メドウズ駅
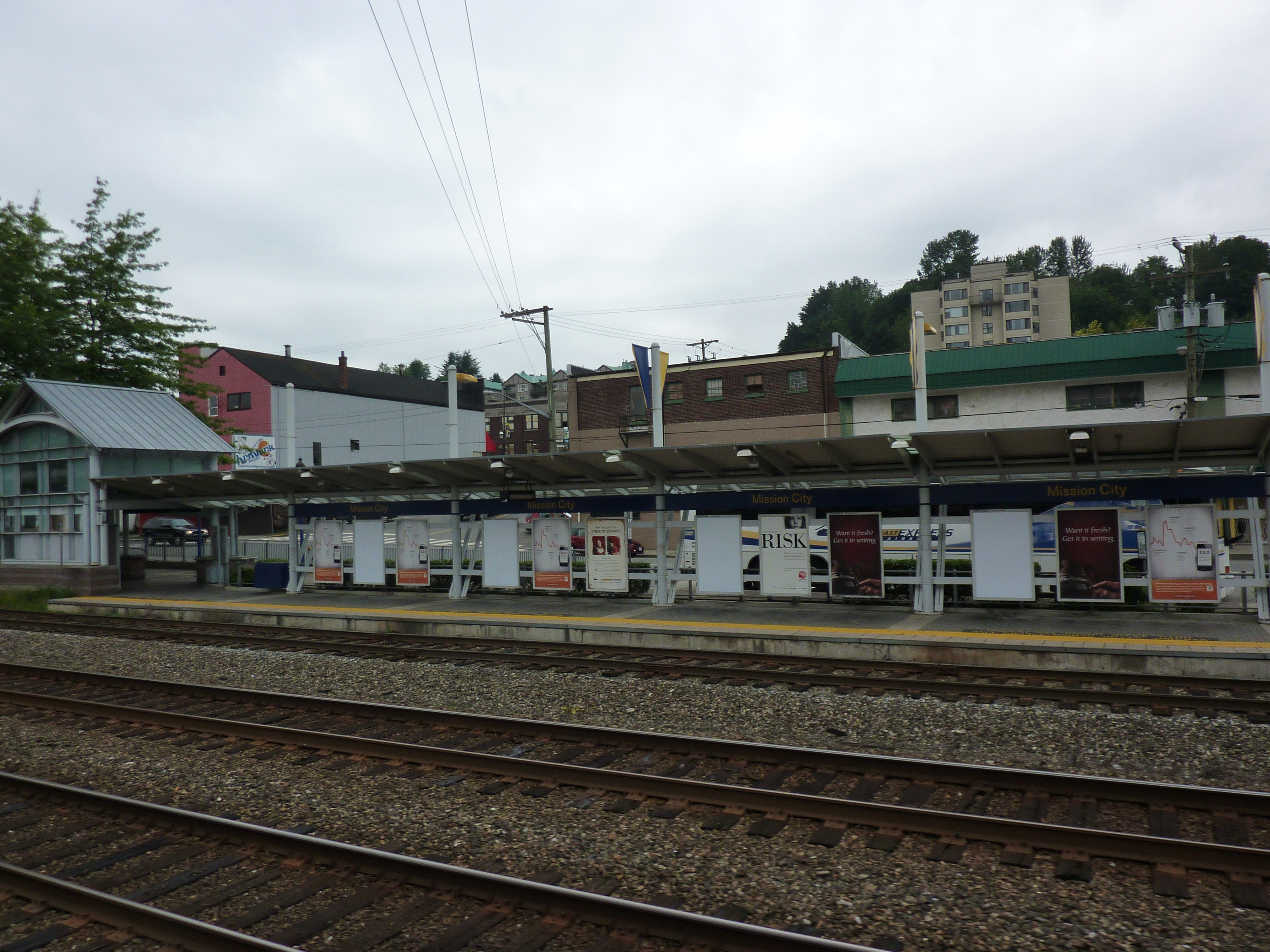
ミッションシティ駅